# Saussurea alpina
La saussurea delle Alpi (nome scientifico: Saussurea alpina (L.) DC., 1810)  è una pianta artico-alpina, appartenente alla famiglia delle Compositae (o Asteraceae), che cresce nei pascoli pietrosi e nelle zone ventose.

## Etimologia
Il nome del genere (Saussurrea) deriva da quello dello scienziato ginevrino Horace-Bénédict De Saussure (1740 – 1799), naturalista e alpinista, professore presso l'Accademia di Ginevra, che fu il promotore della prima salita al Monte Bianco nel 1786, e da quello del figlio Théodore de Saussure. l'epiteto specifico fa riferimento all'arale di origine della pianta.
Il nome scientifico della specie è stato proposto inizialmente da Linneo (1707 – 1778) nella pubblicazione "Species Plantarum", perfezionato in seguito dal botanico e micologo svizzero Augustin Pyrame de Candolle (Ginevra, 4 febbraio 1778 – 9 settembre 1841) nella pubblicazione ”Annales du Museum National d'Histoire Naturelle. Paris” (Ann. Mus. Natl. Hist. Nat. 16: 198 ) del 1810.

## Descrizione

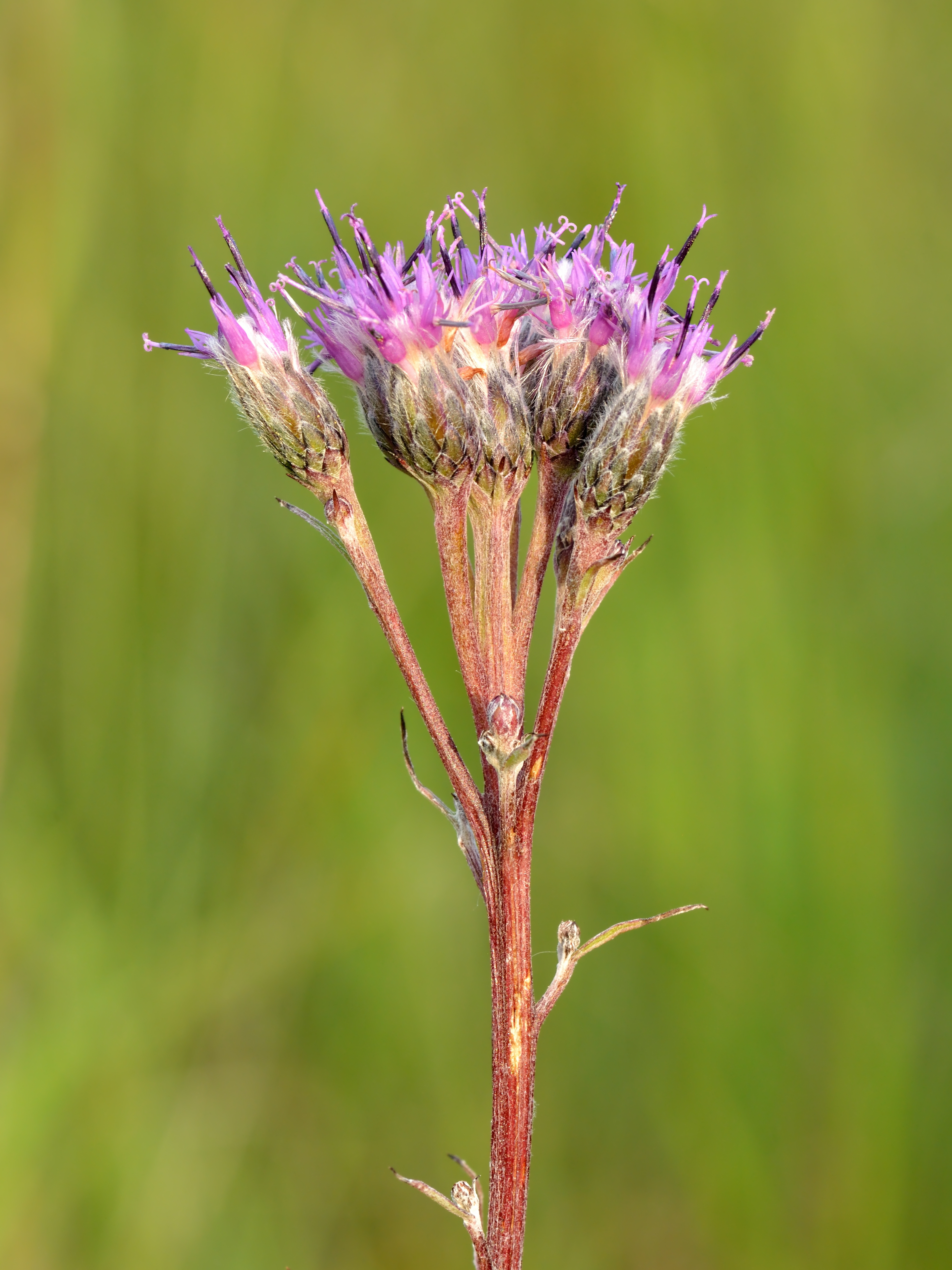
Il portamento

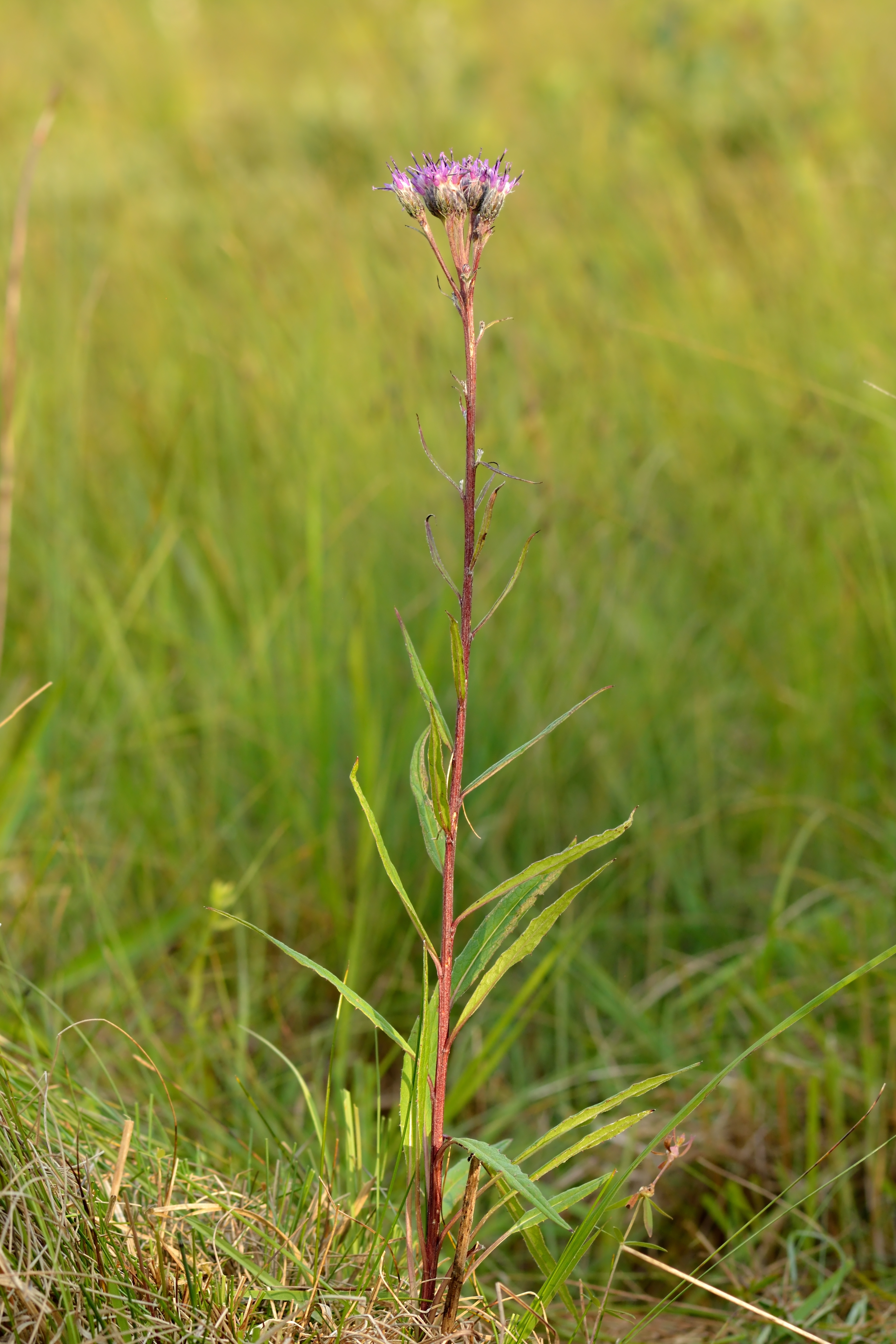
Le foglie

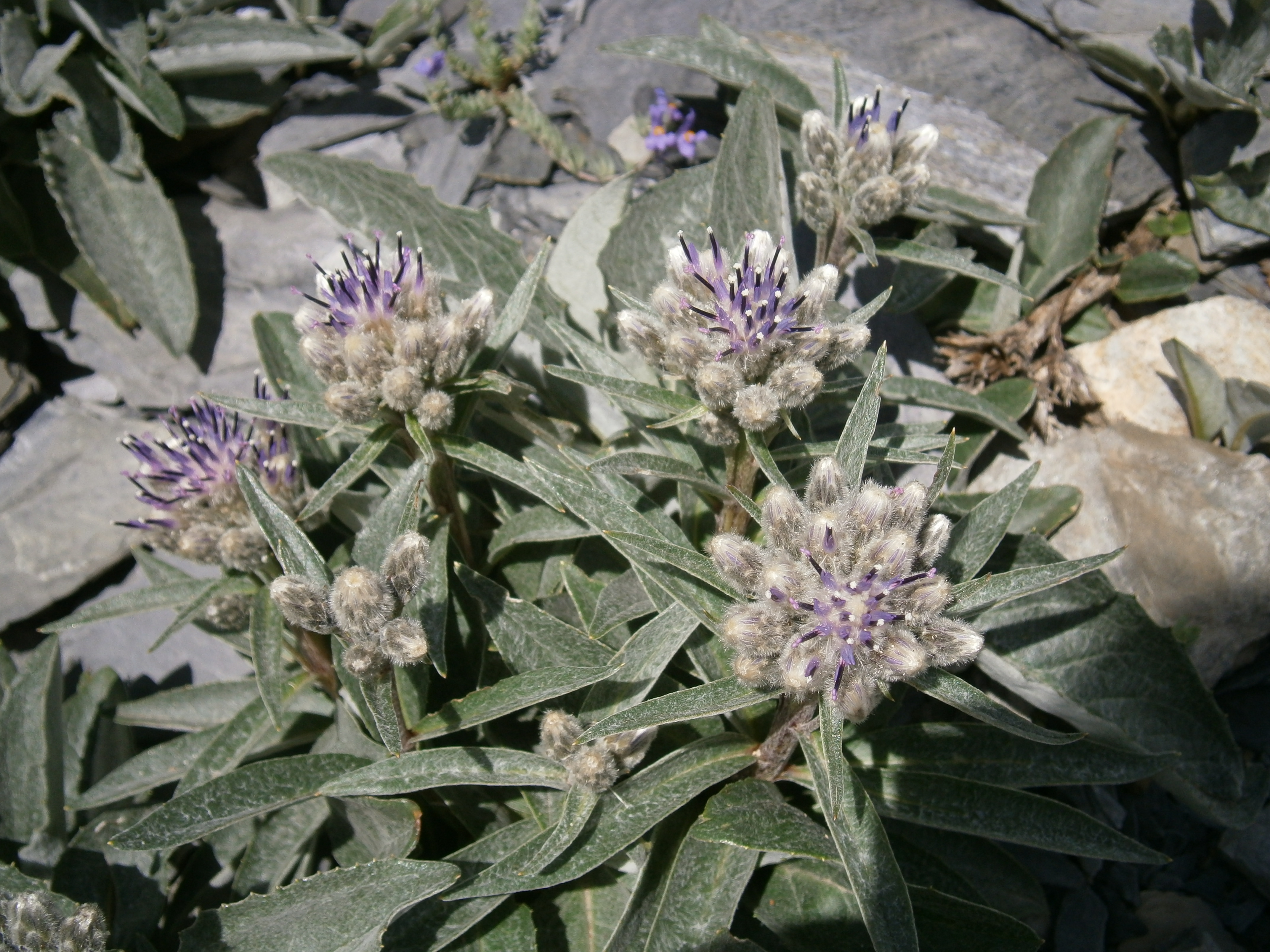
Infiorescenza

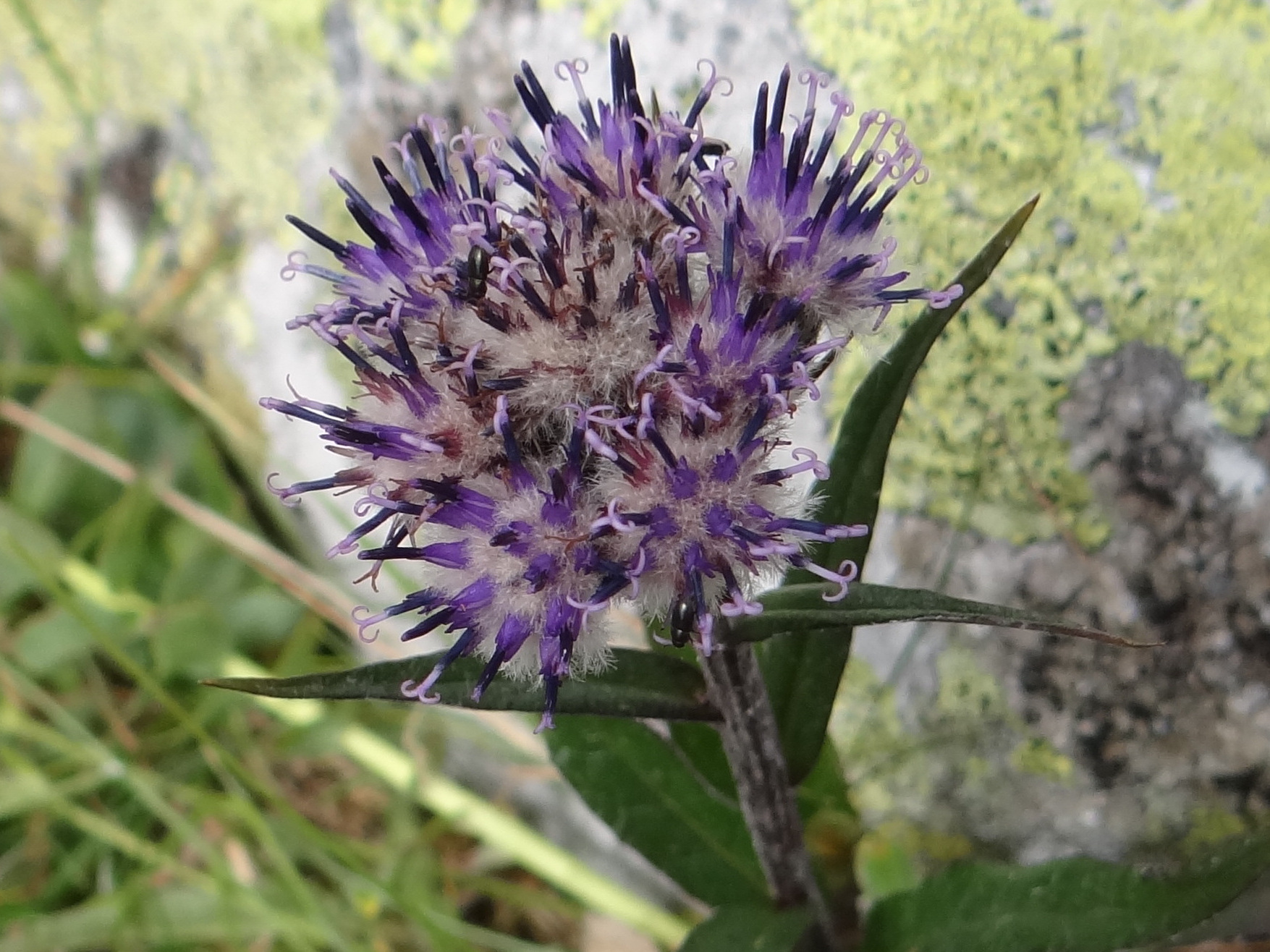
I fiori

L'aspetto di queste piante è erbaceo lievemente cespuglioso con piccole dimensioni (da 2 a 15 cm – massimo 70 cm). La forma biologica della specie è emicriptofita rosulata (H ros); ossia sono piante perenni, con gemme svernanti al livello del suolo e protette dalla lettiera o dalla neve e con le foglie disposte a formare una rosetta basale. L'indumento è irsuto.

### Radici
Le radici sono secondarie da rizoma.

### Fusto
- Parte ipogea: la parte sotterranea è un rizoma a portamento orizzontale.
- Parte epigea: la parte aerea del fusto è eretta, da paglierina a rossastra (quasi porpora) e striata; scarsamente pubescente alla base e glabrescente alla fine. Le ramificazioni sono soprattutto apicali.

### Foglie
Le foglie, con un picciolo (quelle inferiori) alato, hanno un contorno da lanceolato a lanceolato-ovato (anche da ellittico a ovato-ellittico) con punte acuminate e base cuneato-attenuata; la pagina abassiale è grigiastra bianca o grigiastra e densamente aracnoidea tomentosa, quella adassiale è verde e glabra; i bordi sono lievemente dentati. Le foglie superiori sono sessili con forme più strette. Dimensioni delle foglie inferiori: larghezza 0,7 – 3 cm; lunghezza delle foglie: 8 – 20 cm. Dimensioni delle foglie superiori: larghezza 0,1 - 0,5 cm; lunghezza delle foglie: 1 – 5 cm. Lunghezza del picciolo: 1 – 4 cm.

### Infiorescenza
La infiorescenza è formata da alcuni capolini omogami (raggruppamenti corimbosi di 2 - 10 capolini) volte superati dalle foglie cauline; i capolini sono brevemente peduncolati. La struttura del capolino è quella tipica delle Asteraceae: un breve peduncolo (in alcuni casi il capolino è sub-sessile) sorregge un involucro da piriforme-cilindrico a strettamente campanulato, ragnateloso, composto da diverse brattee (o squame) disposte su più serie (da 4 a 5) in modo embricato che fanno da protezione al ricettacolo più o meno piano, provvisto di pagliette, sul quale s'inseriscono i fiori tubulosi. Le squame sono intere (da lanceolate a ovato-ellittiche) e inermi (senza appendice apicale spinosa; la punta è più o meno ottusa); sono colorato di verdastro, ma apicalmente sono colorate di porpora; la superficie varia da glabra a scarsamente villosa. Le pagliette del ricettacolo sono larghe e divise apicalmente in alcuni segmenti arrotolati. Diametro del capolino: 15 mm. Dimensioni dell'involucro: larghezza 5 – 6 mm; lunghezza 7 – 9 mm.

### Fiore
I fiori sono tutti del tipo tubuloso (il tipo ligulato, i fiori del raggio, presente nella maggioranza delle Asteraceae,  qui è assente), sono ermafroditi, attinoformi, tetra-ciclici (con quattro verticilli: calice – corolla – androceo – gineceo) e pentameri (ossia sia il calice che la corolla sono composti da cinque elementi).
- Formula fiorale:

- /x K {\displaystyle \infty }, [C (5), A (5)], G 2 (infero), achenio

- Calice: i sepali del calice sono ridotti ad una coroncina di squame.
- Corolla: la corolla ha una forma cilindrica regolare (tubolare) terminante con 5 profondi lobi; il colore è violetto. Lunghezza della corolla: fino a 18 mm.
- Androceo: gli stami sono 5 con filamenti liberi e glabri; le antere sono saldate fra di loro e formano un manicotto circondante lo stilo. Le appendici delle antere sono lanceolate (alla base sono presenti due sottili ciglia lanose).[4]
- Gineceo: l'ovario è infero e uniloculare formato da 2 carpelli; lo stilo è unico con uno stimma terminale lungamente bifido e glabro (è presente solamente un anello di peli sotto la ramificazione dello stilo). La superficie stigmatica è localizzata nella parte interna dello stilo.[15] Il colore dello stilo è violetto.
- Fioritura: da luglio a agosto (settembre a quote più basse).

### Frutti
I frutti sono degli acheni a forma sub-cilindrica (lungo 2 – 3 mm), allungati e stretti; sono striati longitudinalmente e provvisti di coste; la superficie è colorata di bruno chiaro. Il pappo, posizionato su un anello apicale, si compone di un ciuffo di peli (o setole) bi-seriati, marroni alla base: i peli esterni sono persistenti e denticolati (o scabri), quelli interni più grandi sono più piumosi, caduchi e connati alla base.

## Biologia
- Impollinazione: l'impollinazione avviene tramite insetti (impollinazione entomogama tramite farfalle diurne e notturne).
- Riproduzione: la fecondazione avviene fondamentalmente tramite l'impollinazione dei fiori (vedi sopra).
- Dispersione: i semi (gli acheni) cadendo a terra sono successivamente dispersi soprattutto da insetti tipo formiche (disseminazione mirmecoria). In questo tipo di piante avviene anche un altro tipo di dispersione: zoocoria. Infatti gli uncini delle brattee dell'involucro si agganciano ai peli degli animali di passaggio disperdendo così anche su lunghe distanze i semi della pianta.

## Distribuzione e habitat

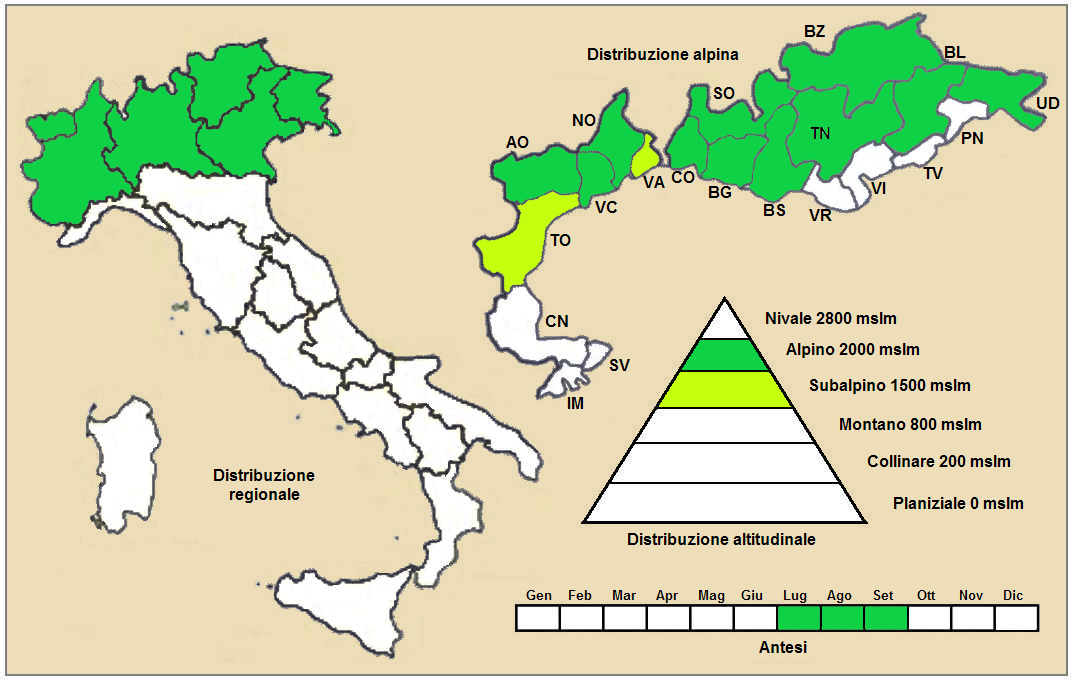
Distribuzione della pianta
(Distribuzione regionale – Distribuzione alpina)

- Geoelemento: il tipo corologico (area di origine) è Circum-Artico / Alpino.
- Distribuzione: è una specie rara e si trova solamente in Italia settentrionale. Oltre confine, sempre nelle Alpi, si trova in Francia, Svizzera, Austria e Slovenia. È presente anche nei monti Carpazi e Pirenei.[18]
- Habitat: l'habitat tipico sono i pascoli ventosi alpini su suolo acido; ma anche le praterie rase subalpine e alpine. Il substrato preferito è sia calcareo che siliceo con pH neutro, medi valori nutrizionali del terreno che deve essere mediamente umido.
- Distribuzione altitudinale: sui rilievi alpini queste piante si possono trovare da 2.000 fino a 3.100 m s.l.m.; frequentano quindi i seguenti piani vegetazionali: subalpino e alpino.

### Fitosociologia
Dal punto di vista fitosociologico alpino la specie di questa scheda appartiene alla seguente comunità vegetale:
Formazione: delle comunità delle praterie rase dei piani subalpino e alpino con dominanza di emicriptofite
Classe: Carici rupestris-Kobresiestea bellardii
Ordine: Oxytropido-Elynetalia
Alleanza: Oxytropido-Elynion

## Tassonomia
La famiglia di appartenenza di questa voce (Asteraceae o Compositae, nomen conservandum) probabilmente originaria del Sud America, è la più numerosa del mondo vegetale, comprende oltre 23.000 specie distribuite su 1.535 generi, oppure 22.750 specie e 1.530 generi secondo altre fonti (una delle checklist più aggiornata elenca fino a 1.679 generi). La famiglia attualmente (2021) è divisa in 16 sottofamiglie.
La tribù Cardueae (della sottofamiglia Carduoideae) a sua volta è suddivisa in 12 sottotribù (la sottotribù Saussureinae è una di queste).

### Filogenesi
Le specie di questo genere in precedenti trattamenti erano descritte all'interno del gruppo informale (provvisorio da un punto di vista tassonomico) "Jurinea-Saussurea Group". In questo gruppo erano descritti principalmente quattro generi: Dolomiaea, Jurinea, Polytaxis e Saussurea. In seguito ad ulteriori ricerche e analisi di tipo filogenetico, allorquando il gruppo ha acquisito la sua denominazione definitiva di sottotribù, si sono aggiunti altri nuovi generi.
Il genere Saussurea ha una distribuzione molto ampia (Europa, Asia e America) ma sempre in regioni montuose di tipo alpino. Comprende diverse centinaia di specie di cui 4/5 sono presenti anche nella flora spontanea italiana. Si distingue dal genere Cirsium in quanto privo di spine e con un pappo formato da 1 - 2 serie di setole.
Il numero cromosomico delle specie è: 2n = 26, 52 e 54.

### Variabilità
Secondo gli areali e le quote si possono trovare individui con portamento nano (simile più o meno alla specie Saussurea depressa Gren.; quest'ultima si distingue per la pubescenza della pagina inferiore delle foglie), oppure alti individui vigorosi con una ricca infiorescenza corimbosa. Si possono trovare anche individui con foglie basali lineari oppure largamente lanceolate e rapidamente ridotte nel picciolo.

### Sinonimi
Sono elencati alcuni sinonimi per questa entità:
- Bennettia alpina (L.) Gray
- Centaurea saussurea  E.H.L.Krause
- Cirsium alpinum  (L.) All.
- Cnicus alpinus  (L.) Loisel.
- Heterotrichum alpinum  (L.) Link
- Heterotrichum arcticum  M.Bieb. ex Herder
- Poecilotriche macrophylla  Dulac
- Saussurea alpina var. cordata  Kurtz
- Saussurea borealis  Fisch. ex Herder
- Saussurea compacta  Fisch. ex Herder
- Saussurea lapatifolia  H.Karst.
- Saussurea leucantha  Jord.
- Saussurea macrophylla  Saut.
- Saussurea monticola  Richardson
- Saussurea multicaulis  (DC.) Sch.Bip.
- Saussurea pohlei  Gand.
- Saussurea pujolica  Costa
- Saussurea pumilio  Fisch. ex DC.
- Saussurea subsinuata  Ledeb.
- Serratula alpina  L.
- Serratula frigida  Fisch. ex Herder
- Staehelina alpina  (L.) Schrank
- Theodorea alpina  (L.) Kuntze

### Specie simili
Le specie del genere Saussurea della flora italiana si distinguono per i seguenti caratteri:
- Saussurea depressa Gren.: la pianta ha un portamento nano; l'infiorescenza è corimbosa.
- Saussurea discolor (Willd.) DC.: le piante sono alte normalmente; l'infiorescenza è corimbosa; le foglie sono densamente niveo-tomentose.
- Saussurea alpina (L.) DC.: le piante sono alte normalmente; l'infiorescenza è corimbosa; le foglie sono più strette e la faccia inferiore è grigia o biancastra.
- Saussurea pygmaea (Jacq.) Sprengel: le piante sono alte normalmente; l'infiorescenza è formata da capolini solitari.